# ミリタリー・ハイウェイ駅
ミリタリーハイウェイ駅（英語: Military Highway Station）は、バージニア州ノーフォークにある駅。バスの降車場及びパークアンドライドに供するための259台分の駐車場が整備されている。